# Tigar (Winnie Pooh)
Tigar je lik iz crtanog filma Velike pustolovine Winnieja Pooha koji je napisao engleski pisac A.A.Milne

## Podaci o liku
- Rod: muški
- Boja očiju: crna
- Boja dlake: narančasta s crnim prugama
- Vrsta: tigar
- Vjernost: životinjama i dječaku
- Glumac: Paul Wincell
- Prvo pojavljivanje: Velike pustolovine Winnieja Pooha

## Opis lika
Tigar je vrlo neozbiljan - samo mu je igra na pameti. Dobar je prijatelj. Drukčiji je od drugih tigrova po tome što mu je jače srce od želuca. Uvijek skače na rep. Drugim životinjama uvijek izazove nevolje.

## Zanimljivosti o liku
Najdraža hrana su mu umaci. Najbolji prijatelj mu je Roo. Živi sam, no kasnije se preseljava kod Kange i Rooa. Najdraže što kaže je: "I am tigger. T-I-G-G-E-R. That spells tigger." tj. na hrvatski jezik: "Ja sam tigar. T-I-G-A-R. To kazuje tigar."